# グッド・キッド
グッド・キッド（Good Kid）はカナダのトロント、オンタリオで活動しているインディーロックバンドである。
メンバーはニック・フロスト、ジョン・ケレリク、マイケル・コザコフ、ダビッド・ウッド、ジェイコブ・ツァファティノスの５人。

## 略歴
グッド・キッドの名前の由来は1994年に公開されたマスクと呼ばれる映画からきている。
2015年10月13日にバンド初の曲である『ノム』（Nomu）でデビュー。この曲では後にバンドのマスコットとなるノム・キッドが公開された。このキャラクターはその後のバンドのすべてのシングルとEPで表紙を飾っており、カバーはガブリエル・アルトローズ（Gabriel Altrows）がデザインしている。その後3つのシングルを出した後、2018年7月15日にはファーストEPである『グッド・キッド』（Good Kid）をリリースした。
2020年11月6日にはセカンドEPとなる『グッド・キッド２』（Good Kid 2）をリリースした。このアルバムにあるリードトラック『ダウン・ウィズ・ザ・キング』（Down With the King）はスーパードンキーコングをもとにしてつくられている。
セカンドEPのリリース後、彼らは代替現実ゲームであるゴースト・キングズ・リベンジ（Ghost King’s Revenge）のサウンドトラックを作成しており、SNS上においてゲームとタイアップした宣伝を行った。
2023年には年間コンサートツアー『リターン・オブ・ザ・キッド』を発表した。このコンサートツアーは5月6日から6月にかけてアメリカとカナダで行われた。
6月20日にはポルトガル・ザ・マンが11月6日から18日にかけて行われるカナディアンツアーのスペシャルゲストとしてグッド・キッドを発表した。
2024年、カナダ芸術科学アカデミーはグッド・キッドをジュノ・アワードの最優秀新人グループ賞にノミネートした。

## 影響
グッド・キッドは2000年代のインディーロックや日本のロックにインスピレーションを受けており、ザ・ストロークスやトゥー・ドア・シネマ・クラブ、ブロック・パーティ、KANA-BOONといったバンドから影響を受けている。

## メンバー
- ニック・フロスト - リードボーカル
- ジョン・ケレリク - ドラム
- ミカエル・コザコフ - ベーシスト
- ダビッド・ウッド - ギタリスト
- ジェイコブ・ツァファティノス - ギタリスト

## ディスコグラフィ
EP
| 年度 | タイトル   | 詳細                                                               |
| ---- | ---------- | ------------------------------------------------------------------ |
| 2018 | Good Kid   | - リリース日：2018年6月15日 - フォーマット：CD,LP,Digital Download |
| 2020 | Good Kid 2 | - リリース日：2020年11月6日 - フォーマット：CD,LP,Digital Download |
| 2023 | Good Kid 3 | - リリース日：2023年4月12日                                        |
| 2024 | Good Kid 4 | - リリース日：2024年3月27日                                        |

シングル
| 年度 | タイトル                | アルバム   |
| ---- | ----------------------- | ---------- |
| 2015 | Nomu                    | Good Kid   |
| 2016 | Atlas                   | Good Kid   |
| 2017 | Witches                 | Good Kid   |
| 2018 | Tell Me You Know        | Good Kid   |
| 2019 | Slingshot               | Good Kid 2 |
| 2020 | Everything Everything   | Good Kid 2 |
| 2020 | Drifting                | Good Kid 2 |
| 2020 | Down With the King      | Good Kid 2 |
| 2020 | Nomu x Animal Crossing  |            |
| 2021 | Orbit                   | Good Kid 3 |
| 2022 | No Time to Explain      | Good Kid 3 |
| 2023 | First Rate Town         | Good Kid 3 |
| 2023 | Mimi's Delivery Servece | Good Kid 3 |
| 2023 | Ground                  |            |
| 2023 | From the Start          | Good Kid 4 |
| 2024 | Bubbly                  | Good Kid 4 |
| 2024 | Break                   | Good Kid 4 |
| 2024 | Summer                  | Good Kid 4 |

サウンドトラック
| 年度 | タイトル             | アルバム詳細                                                                           |
| ---- | -------------------- | -------------------------------------------------------------------------------------- |
| 2020 | Ghost King's Revenge | サウンドトラックアルバム - リリース日：2020年12月18日 - フォーマット：Digital Download |